# Pervillaea tomentosa
Pervillaea tomentosa är en oleanderväxtart som beskrevs av Joseph Decaisne. Pervillaea tomentosa ingår i släktet Pervillaea och familjen oleanderväxter. Inga underarter finns listade i Catalogue of Life.